# Kille
Kille (51° 47′ N, 4° 55′ L) é uma cidade dos Países Baixos, na província de Brabante do Norte. Kille (Netherlands) pertence ao município de Werkendam, e está situada a 8 km southwest of Gorinchem.